# Fortaleza de Nossa Senhora da Conceição de Araçatuba
A Fortaleza de Nossa Senhora da Conceição de Araçatuba, ou simplesmente Fortaleza de Araçatuba, localiza-se na ilha de Araçatuba, na barra Sul do canal da ilha de Santa Catarina, atual município de Palhoça, no litoral do estado de Santa Catarina, no Brasil.
Projetada e construída pelo Brigadeiro José da Silva Pais, primeiro governador da Capitania de Santa Catarina (1739-1745), fechando a barra da baía Sul, foi a última peça do sistema defensivo da ilha na primeira metade do século XVIII, integrado pelo triângulo defensivo da barra da baía Norte: a Fortaleza de Santa Cruz de Anhatomirim, a Fortaleza de Santo Antônio de Ratones e a Fortaleza de São José da Ponta Grossa. Juntas, deveriam proteger a ilha de Santa Catarina, consolidando a ocupação do sul do Brasil, e atuando como base estratégica para a manutenção do domínio português sobre a Colônia do Sacramento.

## História
Sob a invocação da Conceição da Virgem, a construção da fortaleza teve início em 1742 e, acredita-se, foi terminada cerca de dois anos mais tarde (BOITEUX, 1912:208 apud CABRAL, 1972:12). Foi artilhada com dez peças de ferro e bronze, portuguesas e holandesas: quatro de calibre 18 libras, três de 12 e três de 8 (nove, cf. SOUZA, 1885:125).
Em 1750, atendendo uma solicitação do próprio Silva Pais dois anos antes, uma Provisão Real determinou que a guarnição desta fortificação fosse composta por 60 soldados, um capitão, um alferes, um tenente e dois sargentos, e que "tivesse, ademais, um Sargento-mor e um ajudante, igualmente cientes da artilharia e da infantaria, para que os soldados ficassem conhecendo ambas as armas". A mesma provisão determinava ainda que fossem incluídos na guarnição da fortaleza os oficiais e soldados a ela já pertencentes, "para nela residirem, se já casados ou em termos de tomar estado (...)."
Em 1760, por determinação do ministro Marquês de Pombal (1750-1777), o governador da capitania do Rio de Janeiro, capitão-general Gomes Freire de Andrade (1733-1763), enviou o engenheiro militar tenente-coronel José Custódio de Sá e Faria, do Real Corpo de Engenheiros, para fazer um levantamento das defesas erguidas pelo brigadeiro Silva Pais na ilha de Santa Catarina. Procedeu-lhe assim o levantamento das instalações ("Demonstração da Ilha e Fortaleza da Barra do Sul da Ilha de Santa Catarina"), apontando-lhe o precário estado de conservação, o que levou à execução de pequenos reparos (1761), e à recomendação do reforço na artilharia, o que não se sabe se efetivamente chegou a ocorrer.
Ante as notícias da invasão espanhola do Vice-rei do Rio da Prata, D. Pedro de Ceballos (fevereiro de 1777), a sua guarnição desertou, tendo os invasores encontrado a posição abandonada.
Sofreu reparos em 1780. Um novo levantamento foi feito em 1786 pelo Alferes José Correia Rangel, quando recebeu reforços na artilharia. Encontra-se mencionada por Auguste de Saint-Hilaire, no curso de sua viagem à Província de Santa Catarina (1820).
Durante a Revolução Farroupilha (1835-1845), a sua guarnição aderiu aos revoltosos (julho de 1839), sendo dominada pelas forças legalistas sob o comando do General Francisco José de Sousa Soares de Andréa (1781-1858), que controlavam o litoral. Foi novamente reparada em 1850.
No contexto da Questão Christie (1862-1865), o Relatório de Inspeção de 1863 apontou-lhe as muralhas em ruínas, e computou-lhe quinze peças de artilharia, das quais se havia ordenado, à época (1885), fossem recolhidas à Corte seis de bronze, às quais se atribuía "elevado valor arqueológico" (SOUZA, 1885:125). Isso de fato ocorreu, sendo as mesmas recolhidas ao Arsenal de Marinha do Rio de Janeiro.
Utilizada como presídio em várias oportunidades, principalmente após a Proclamação da República (1889), na Revolução Federalista (1893), a fortaleza foi artilhada com alguns antiquados canhões antecarga de ferro que se achavam enterrados pela metade nas proximidades da Alfândega do Desterro (atual Florianópolis). Essa medida extrema foi tomada pelo comandante da guarnição da cidade, ante a ameaça de ataque por parte dos navios da esquadra rebelde. Por determinação ministerial de 28 de agosto de 1894, esta fortificação passou a denominar-se Forte de Araçatuba. No ano seguinte, conservava quinze peças de artilharia em precárias condições (1895). Um relatório de 1899 informa que as suas instalações se encontravam bastante arruinadas (SOUZA, 1981). De acordo com GARRIDO (1940), esteve guarnecida por um destacamento do Exército Brasileiro, à época do governo do Marechal Floriano Peixoto (1891-1894), tendo-lhe sido os reparos mais urgentes orçados, em 1908, em 19:000$000 réis. O autor prossegue, informando que, no ano seguinte, computavam-se-lhe duas baterias, seis edificações, dois paióis, dois algibes, uma ponte, e continuava guarnecida por um pequeno destacamento (op. cit, p. 145).
Desativada em 1937, chegou a ser utilizada pela Marinha do Brasil como alvo para exercícios de tiro real.
Sob jurisdição do Ministério da Defesa, desde 1975 está integrada ao Parque Estadual da Serra do Tabuleiro, criado por Decreto Estadual. O Forte de Araçatuba foi tombado pelo Instituto do Patrimônio Histórico e Artístico Nacional em 1980. A partir de 1991, o conjunto das edificações e seu entorno sofreram trabalhos de escoramento e consolidação das ruínas, procedendo-se ao final da década a estudos visando a sua restauração. Em novembro de 1999 foi assinado um Protocolo de Intenções entre o Governo do Estado de Santa Catarina e o Ministério do Esporte e Turismo, para acesso a recursos no montante de R$ 500.000,00 (quinhentos mil reais) para trabalhos de restauração, no âmbito das Comemorações do V Centenário do Descobrimento do Brasil. A partir de 2001, a administração da ilha, com seu conjunto arquitetônico, passou para a Universidade Federal de Santa Catarina (UFSC), que lhe procedeu a levantamento arqueológico, visando a sua restauração, integrando mais este conjunto no âmbito do "Projeto Fortalezas da Ilha de Santa Catarina - 250 anos na História Brasileira".
O acesso à fortaleza pode se dar pela altura do quilômetro 242 da BR-101, acesso à praia da Pinheira e à praia do Sonho, num percurso de aproximadamente 7 quilômetros até à ponta do Papagaio, onde é necessário fretar uma embarcação até à ilha de Araçatuba. Outra possibilidade de acesso é fretar uma embarcação nas praias da Caieira da Barra do Sul ou Naufragados, no extremo sul da ilha de Santa Catarina, ou ainda através dos passeios de escunas com saídas do centro de Florianópolis.

## Características
Fortificação com planta orgânica, adaptada ao terreno, nela se destaca a bateria principal de artilharia coroando o conjunto, com planta em formato circular com quatro braças de raio (SOUZA, 1885:125), erguida em alvenaria de pedra, composto por:
- Bateria principal (ou elevada)
- Muralhas
- Quartéis de Tropa
- Casa da Pólvora
- Casa da Guarda
- Ancoradouro
- Forte (Paiol da Pólvora)

Das edificações primitivas - Corpo da Guarda, Casa da Farinha, Casa da Palamenta, Casa do Comandante, Quartel da Tropa e Oficiais, Paiol da Pólvora, e Baterias dos canhões -, restam, das duas primeiras as fundações, e das demais as paredes, o mesmo ocorrendo com uma edificação datada provavelmente do século XIX. A muralha em cantaria, que confronta com o canal navegável e que contém o terrapleno e protege as baterias, com planta de formato poligonal irregular, encontra-se em bom estado de conservação, o mesmo ocorrendo com a muralha em pedra, de planta circular, que abrigava a bateria principal, dominando o conjunto. O conjunto era integrado ainda por uma Fonte que, segundo Monsenhor Pizarro, era de água salobra. As reformas realizadas no século XIX dotaram os edifícios da fortaleza de alguns elementos arquitetônicos classicistas, que alteraram as suas feições coloniais. Além do arruinamento provocado pelo tempo e pelo abandono, os exercícios de tiro real que a utilizaram como alvo comprometeram-lhe severamente as muralhas e as edificações.

## As divergentes denominações
Também conhecida como Fortaleza da Conceição da Barra do Sul (SOUZA, 1885:125) ou Fortaleza de Araçatuba (GARRIDO, 1940), este último autor denomina-a incorretamente também como Forte Marechal Moura (op. cit., p. 145), outra estrutura, de construção bem mais recente, no extremo sul da ilha de Santa Catarina. BARRETTO (1958) amplia a divergência denominando-a ainda como Fortaleza de Naufragados e Fortaleza General Moura (op. cit., p. 277).